# Gare de Ninomiya
La gare de Ninomiya (二宮駅, Ninomiya-eki) est une gare située dans la ville de Ninomiya, dans la préfecture de Kanagawa, au Japon.
La gare est fréquentée en moyenne par 11 008 passagers par jour en 2022.

## Lignes
- JR East
  - Ligne principale Tōkaidō
  - Ligne Shōnan-Shinjuku